# 米山美雄
米山 美雄（よねやま よしお、1903年11月23日 - 1987年5月19日）は、日本の経営者。三井生命保険社長を務めた。

## 来歴・人物
東京都出身。1927年に慶應義塾大学経済学部を卒業し、同年に三井生命保険に入社した。1947年7月に取締役に就任し、常務、専務を経て、1963年5月に副社長に就任し、1965年5月には社長に就任。1971年5月に会長に就任し、1977年7月から相談役を務めた。
1970年に藍綬褒章を受章し、1976年に勲三等瑞宝章を受章。
1987年5月19日肺炎のために死去。83歳没。